# Tommy Møller Nielsen
Tommy Møller Nielsen (født 5. august 1961, død 9. juli 2023 i Frankfurt Airport) var en fodboldtræner fra Danmark, der var ansat som talentspejder for den engelske fodboldklub Manchester United FC. Han var cheftræner for HB Køge, indtil han blev fyret i september 2012. Før det var han træner i B1909 og Viborg FF. Han var søn af den tidligere danske landstræner Richard Møller Nielsen. 
Som spiller spillede han for OB, KB og B1909.
Som træner rykkede han bl.a. B1909 op fra Danmarksserien og var assistent for Ebbe Skovdahl i Aberdeen F.C.
Da Viborg FF i efteråret 2006 fyrede Ove Christensen blev Møller Nielsen cheftræner for klubben, indtil klubbens nye træner Anders Linderoth kunne tiltræde i januar 2007. Siden vendte han tilbage som assistenttræner, men blev fyret sammen med Linderoth senere på året.